# 21445 Pegconnolly
21445 Pegconnolly este un asteroid din centura principală de asteroizi.

## Descriere
21445 Pegconnolly este un asteroid din centura principală de asteroizi. A fost descoperit pe 18 aprilie 1998 la Socorro, New Mexico, în cadrul proiectului LINEAR. Asteroidul prezintă o orbită caracterizată de o semiaxă mare de 2,28 ua, o excentricitate de 0,19 și o înclinație de 5,5° în raport cu ecliptica.